# Lehtosaari (ö i Konnevesi, Kivisalmi)
Lehtosaari är en ö i sjön Konnevesi i Finland. Den ligger på gränsen mellan kommunerna Konnevesi och Rautalampi och landskapen Mellersta Finland och Norra Savolax, i den centrala delen av landet, 290 km norr om huvudstaden Helsingfors. Öns största längd är 30 meter i öst-västlig riktning. Gränsen gör en krok runt delar av den lilla ön, så att den tillhör Rautalampi.